# Kim Jang-mi
Kim Jang-mi (kor. 김장미; ur. 25 września 1992 w Inczonie) – południowokoreańska strzelczyni sportowa, mistrzyni olimpijska, mistrzyni igrzysk olimpijskich młodzieży.
Jest złotą medalistką igrzysk olimpijskich w 2012 roku w konkurencji pistoletu sportowego 25 m i trzynastą zawodniczka igrzysk w konkurencji pistoletu pneumatycznego 10 m. Ponadto jest również złotą medalistką igrzysk olimpijskich młodzieży w 2010 roku z pistoletu pneumatycznego 10 m.

## Igrzyska olimpijskie
| Igrzyska | Miejscowość    | Konkurencja                 | Kwalifikacje | Kwalifikacje | Finał                   | Finał                   |
| Igrzyska | Miejscowość    | Konkurencja                 | Wynik        | Pozycja      | Wynik                   | Pozycja                 |
| -------- | -------------- | --------------------------- | ------------ | ------------ | ----------------------- | ----------------------- |
| IO 2012  | Londyn         | Pistolet pneumatyczny, 10 m | 382          | 13.          | Nie zakwalifikowała się | Nie zakwalifikowała się |
| IO 2012  | Londyn         | Pistolet sportowy, 25 m     | 591          | 1. Q         | 792,4                   | złoto                   |
| IO 2016  | Rio de Janeiro | Pistolet sportowy, 25 m     | 582          | 9.           | Nie zakwalifikowała się | Nie zakwalifikowała się |